# デビット・スタンリー・ヒューエット
デビット・スタンリー・ヒューエット（英語: David Stanley Hewett）は、日本を拠点に活動しているアメリカの画家および陶芸家。武士道や神道の思想に影響を受けた前衛的な絵画で知られ、繊細な金箔装飾を作品に取り入れている。

## 来歴
1967年にアメリカ・オハイオ州シンシナティで生まれる。母親と長兄も画家だったこともあり、幼い頃から絵画に親しんでいた。5歳の頃、母親がガレージのスペースを貸していた陶芸家の作品を見て、陶芸や作陶を始める。
14歳のときに空手を習ったことをきっかけに、日本文化に興味を持つ。その後、マサチューセッツ大学で日本の美術や歴史を学び、1990年に卒業。また、1988年には北海道大学で交換留学生として過ごした。大学卒業後は東京に移り、彫刻家・陶芸家の川村幸子の下で2年間陶芸を学ぶ。
2年間の研鑽を終えてアメリカに帰国した後、アメリカ海兵隊に入隊し、4年間勤務した。除隊後、日本語雑誌『Takara』をボストン地区で発行。

## 経歴
1991年、東京都美術館で開催された国際的アーティストの合同展覧会にヒューエットの作品が出品された。
1992年に吉祥寺のリベストギャラリー創で最初の本格的な個展を開催。この個展を見たインテリアデザイナーがヒューエットの作品に目を止め、帝国ホテルのアート・コンペに出品した結果、帝国ホテルから壁に飾る108点の絵画制作の依頼を受けた。
1993年には井の頭恩賜公園で長さ200メートルの1枚の和紙を使用し、周囲の自然と一体化したアート展を開催。同年、歌手・広瀬香美のCDジャケットのデザインも手掛けた。
2005年、ホテルオークラ東京（現The Okura Tokyo）のスパギャラリーのために陶芸作品と絵画の提供を依頼された。他にも、ザ・ペニンシュラ東京やオークウッドプレミア東京など、数多くの高級ホテルに作品を提供している。
2008年、百貨店の高島屋から男性用帯のデザインを依頼される。このデザインはその年の国内最多販売数を記録。高島屋とのコラボレーションでは、男性用と女性用の浴衣もデザインした。
また、オーストリアのワイングラスメーカー・リーデル社のために、自らの絵画をモチーフにしたワイングラスとデカンタをデザインした。
2017年、絵画作品「Majime」が当時の安倍晋三内閣総理大臣夫人の安倍昭恵からメラニア・トランプ米大統領夫人への贈呈品として贈られた。この絵画はアメリカ国立公文書館に収蔵された。また、「Magnificent」と題した絵画作品が、2017年に開催された「第11回アジアコンテンポラリーアートショー」で展示された。
2018年、NHKワールドジャパン番組『ジャパノロジープラス』のメインゲストとして出演。

## 主なギャラリーと展示
ヒューエットの作品は、以下のような様々なギャラリーや場所で展示されている。
- リベストギャラリー創（吉祥寺）[2][11]
- Fabrik Gallery（香港）[26][28]
- ギャラリー深澤（軽井沢）[29]
- Tokyo Gallery（シンガポール）[30]
- ブレンダ・テイラー・ギャラリー（ボストン）[31]
- ホテルオークラ東京（常設展示）[3][18]
- GINZA SIX（常設展示）[32][33]
- フォーシーズンズホテル丸の内東京（常設展示）[34]
- ザ・ペニンシュラ東京（常設展示）[7][16]
- オークウッドプレミア東京（常設展示）[7][16]

長野県軽井沢町に、自身のアトリエ兼ギャラリーを構えている。